# Liste der Einträge im National Register of Historic Places im Vilas County

Lage des Vilas County in Wisconsin

Die Liste der Einträge im National Register of Historic Places im Vilas County in Wisconsin führt alle Bauwerke und historischen Stätten im Vilas County auf, die in das National Register of Historic Places aufgenommen wurden.

## Legende
| NRHP | Historic Place    |
| HD   | Historic District |

## Aktuelle Einträge
| [ 2 ] | Name                                          | Bild                          | Eintragsdatum        | Lage                                                     | Ort                     | Beschreibung |
| ----- | --------------------------------------------- | ----------------------------- | -------------------- | -------------------------------------------------------- | ----------------------- | --- |
| 1     | Anvil Lake Campground Shelter                 | Anvil Lake Campground Shelter | 1996 ID-Nr. 96000542 | Anvil Lake Road Ecke WIS 70 45° 56′ 14″ N, 89° 3′ 39″ W  | Eagle River             | 1936 im Zuge des New Deal vom Civilian Conservation Corps errichteter Campingplatz |
| 2     | Archeological Site No. 47VI197                |                               | 1994 ID-Nr. 94000816 | Adresse nicht veröffentlicht                             | Town of St. Germain     | Archäologische Stätte mit präkolumbischen Fundstücken |
| 3     | Big Sand Lake Club                            | Big Sand Lake Club            | 2005 ID-Nr. 04001487 | 4571 Big Sand Lake Club Road 46° 4′ 14″ N, 88° 57′ 12″ W | Town of Phelps          | 1891 errichtetes Clubhaus von reichen Chicagoer Bürgern |
| 4     | Eagle River Stadium                           | Eagle River Stadium           | 1994 ID-Nr. 94000650 | 4149 WIS 70 45° 54′ 38″ N, 89° 12′ 48″ W                 | Eagle River             | 1925 errichtetes Eisstadion; erste Eishalle in Wisconsin; beinhaltet die Wisconsin Hockey Hall of Fame |
| 5     | The Everett Resort                            | The Everett Resort            | 2008 ID-Nr. 08000982 | 1269 Everett Road 45° 54′ 35,3″ N, 89° 10′ 23,7″ W       | Town of Washington      | 1897 eröffnetes Resort-Hotel |
| 6     | Fort Eagle                                    | Fort Eagle                    | 1998 ID-Nr. 98001090 | 934 Fort Eagle Lane 46° 3′ 10″ N, 88° 59′ 27″ W          | Town of Phelps          | Zwischen 1919 und 1927 errichtetes Anwesen |
| 7     | Government Boarding School at Lac du Flambeau |                               | 2005 ID-Nr. 04001005 | Adresse nicht veröffentlicht                             | Town of Lac du Flambeau | Internatsschule, die früher zum Ziel hatte, die Kinder der umgebenden Indianerstämme der Anishinabe, Potawatomi und Menominee in die weiße Gesellschaft zu assimilieren; heute unter Kontrolle der Stammesverwaltung |
| 8     | Nicolaus H. Hultin House                      | Nicolaus H. Hultin House      | 1997 ID-Nr. 96001582 | 2196 To-To-Tom Lane 45° 57′ 23″ N, 89° 54′ 17″ W         | Town of Lac du Flambeau | 1923 errichtetes Sommerhaus des Chicagoer Unternehmers Hultin; später in Besitz von S. C. Johnson & Son |
| 9     | Jabodon                                       | Jabodon                       | 2009 ID-Nr. 09000164 | 1460 Everett Road 45° 54′ 57,6″ N, 89° 10′ 0,4″ W        | Town of Washington      | 1924 im Craftsman Style errichtetes Ferienhaus |
| 10    | Mayo School                                   | Mayo School                   | 1994 ID-Nr. 94000135 | 2301 Townhall Road 45° 57′ 52″ N, 89° 13′ 3″ W           | Eagle River             | 1924 errichtete frühere Mayo School; dient heute als Washington Town Hall |
| 11    | Region Nine Training School                   | Region Nine Training School   | 1996 ID-Nr. 96000890 | 611 Sheridan Street 45° 55′ 18″ N, 89° 14′ 45″ W         | Eagle River             | 1937 errichtetes Naturcamp für Schüler |
| 12    | Ben and Margaret Stone Boathouse              |                               | 2008 ID-Nr. 08000017 | 8810 County Highway N 45° 59′ 42″ N, 89° 32′ 8″ W        | Town of Plum Lake       | 1928 im Craftsman Style errichtetes zweistöckiges Anwesen der Unternehmerfamilie Stone |
| 13    | Strawberry Island Site                        |                               | 1978 ID-Nr. 78000340 | Adresse nicht veröffentlicht                             | Town of Lac du Flambeau | Lange von Indianern bewohnte Stätte aus präkolumbischer Zeit |
| 14    | Sunset Point                                  | Sunset Point                  | 1993 ID-Nr. 93001169 | 1024 Everett Road 45° 54′ 3″ N, 89° 11′ 0″ W             | Eagle River             | 1928 im französischen Stil errichtetes Anwesen eines Chicagoer Spielers |
| 15    | Wallila Farm                                  |                               | 1992 ID-Nr. 92000851 | Adresse nicht veröffentlicht                             | Towen of Phelps         | Um 1900 errichtete Farm finnischer Einwanderer |

## Frühere Einträge
| [ 2 ] | Name                             | Bild | Eintragsdatum        | Lage                                     | Ort                  | Beschreibung                     |
| ----- | -------------------------------- | ---- | -------------------- | ---------------------------------------- | -------------------- | -------------------------------- |
| 1     | Presque Isle State Graded School |      | 1993 ID-Nr. 93000158 | County Highway B Ecke School Loop Street | Town of Presque Isle | 2001 aus dem Register gestrichen |